# Türksat 1A
Türksat 1A est un satellite de télécommunications turc lancé en 1994. Il explose après une erreur de lancement.